# Gayniggers from Outer Space
Gayniggers from Outer Space é um filme curto de 1992 dirigido pelo cineasta dinamarquês Morten Lindberg. O filme é uma sátira dos gêneros blaxploitation e ficção científica.

## Enredo
O filme segue um grupo de homens negros homossexuais intergaláticos do planeta Ânus, que descobrem a presença de criaturas fêmeas no planeta Terra. Usando armas de raios, eles procedem na eliminação das fêmeas da Terra uma-a-uma, gerando gratidão da população masculina previamente oprimida. Antes de deixarem o planeta, eles deixam para trás um "Embaixador Gay", para educar os terráqueos sobre sua nova forma de ser.